# Hårgängel
Hårgängel (Galinsoga quadriradiata) är en växtart i familjen korgblommiga växter.